# Полип жёлчного пузыря
Полип жёлчного пузыря — аномальное разрастание тканей жёлчного пузыря, иногда опухоль внутренней или внешней поверхности.

## Этиология
До конца не известно, что вызывает полипы жёлчного пузыря. Исследования в этой области не являются окончательными. В настоящее время отсутствуют единая диагностическая и лечебная тактика.
По природе выделяют гиперпластические, аденоматозные и холестерозные полипы, отличающиеся строением и морфологией (тип может быть оценен по КТ или МРТ, и окончательно установлен гистологически). При полипозе в стенке желчного пузыря у всех пациентов присутствуют признаки хронического воспаления в виде инфильтрации лимфоцитами и единичными гистиоцитами. Аденоматозные полипы имеют тенденцию к превращению в злокачественную опухоль, а холестерозные нередко являются причиной воспаления желчного пузыря и поджелудочной железы.
Полипы могут иметь паразитарную природу, в протоках жёлчных путей селятся, например, описторхи, и на УЗИ червивая опухоль видна как полип. Также в жёлчном пузыре и его протоках имитировать множественные полипы могут токсокары семейства аскаридов и другие гельминты.

## Классификация
По количеству:
- одиночные
- множественные

По структуре: 
- холестериновые
- паренхиматозные

## Клиническая картина
У некоторых людей полипы вызывают жалобы на время от времени происходящие боли в правой части верхней части живота (в правом подреберье), периодическую тошноту и периодическую рвоту. Большинство полипов жёлчного пузыря являются случайной диагностической находкой, обнаруживаясь во время обследования пациента врачом по поводу другого заболевания.

## Диагностика
- УЗИ органов брюшной полости
- КТ с контрастированием
- МРТ
- Эндоскопическая ультрасонография

## Лечение
При полипах на ножке диаметром менее 1 см и не доставляющих дискомфорт пациенту, проводятся регулярные ультразвуковые исследования ( один раз в 6 месяцев, в течение 2 лет, затем один раз в год пожизненно) контролирующие их рост и появление других изменений, которые могут указывать на рак.
При полипах на широком основании рекомендуется проведение УЗИ один раз в 3 месяца первые 2 года, затем ежегодно пожизненно. Полипы на широкой ножке более склонны к перерождению в злокачественные опухоли. 
Показания к плановой холецистэктомии:
- более 2 полипов;
- размер полипа более 10мм;
- полипы, расположенные у шейки жёлчного пузыря ;
- увеличение размера как минимум на 2 мм в год;
- невозможность исключения злокачественного новообразования;
- наличие конкрементов в жёлчном пузыре;
- наличие клинических проявлений[3].

При остром холицестите с установленным полипозом (особенно в случае закупорки протока полипом) проводится внеплановая холецистэктомия.